# Kragenæs
Kragenæs is een havenplaats aan de noordkust van het eiland Lolland in het zuidoosten van Denemarken, 3 km van Birket en 15 km ten noordoosten van Nakskov. Het dorp ligt in de in 2007 gevormde gemeente Lolland in de regio Seeland.

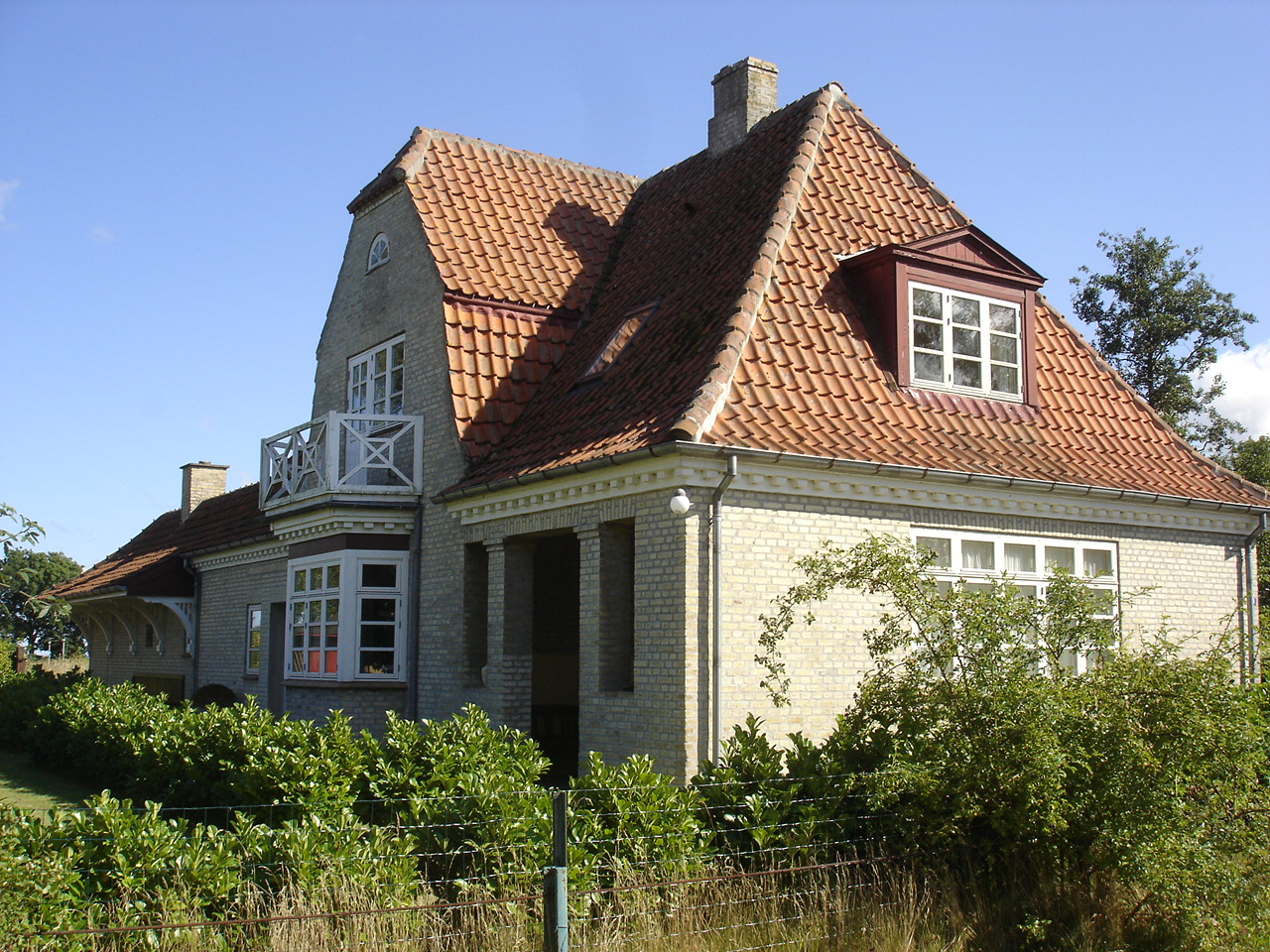
station

Er is een spoorverbinding met Nakskov. De haven omvat een jachthaven en veerdiensten naar de eilanden Fejø en Femø.